# Луговские (дворянский род)
Луговские — русские дворянские роды.
Целовальник Шелонской пятины Яков Иванович Луговской (1569).
Томило Юдич Луговский, думный дьяк, член посольства к Сигизмунду III, был задержан вместе с Филаретом Никитичем Романовым (1611) и пробыл в польском плену (до 1619). Позднее был воеводой в Казани и думным дворянином († 1638). Его сын Иван служил стольником; его внук Алексей — дьяк. Этот дворянский род Луговских угас в конце XVIII века.
На начало XX века были известны семь родов родов этой фамилии, но уже более позднего происхождения.

## Известные представители
- Луговской Томило Юдин - дьяк (1606), московский дворянин (1627-1636), воевода в Казани (1629), (Путивле (1636), думный дворянин (1636) (постригся).
- Луговской Григорий Иванович - стряпчий с платьем (1627-1629).
- Луговской Иван Томилович - стольник (1627-1640)[5][6].